# Happy Smile Radio
『sYAK!の Happy Smile Radio』は、特定非営利活動法人エフエム・ギグが運営するインターネットラジオ局「fm GIG」のラジオ番組。
毎週火曜日の22時30分から23時まで、インターネット配信で放送している。
関西を中心としたインディーズアーティストの応援をはじめ、新旧洋邦問わず幅広い音楽を紹介している。夢に向かって頑張っている人々を応援するミュージックエンターテイメントプログラム。音楽、ラジオを通じて多くの人に笑顔になってもらいたい！という思いから「Happy Smile Radio」という番組名となった。
2018年4月1日現在、sYAK!がメインパーソナリティを、Yukichi*がサブパーソナリティー、マジカルナビゲーターとして吉川葵とあんどーまいかがイメージアーティストを務めている。